# Суд присяжных на Украине
 Суд присяжных на Украине — институт осуществления народовластия на Украине закреплён Конституцией Украины и Уголовным процессуальным кодексом Украины и Законом Украины «О судоустройстве и статусе судей». Присяжным может быть гражданин Украины, достигший 30-летнего возраста, не старше 65 лет, постоянно проживающий на территории, на которую распространяется юрисдикция соответствующего суда, не судим и отвечает другим требованиям к присяжным (психическое здоровье, отсутствие судимости, владение украинским языком и т.д.).

## История суда присяжных на Украине

### Российская империя
Суды присяжных на украинских землях в составе Российской империи были введены судебной реформой 1864 году. Они были обязательны по тяжким уголовным преступлениям, в частности таким, за которые грозило наказание более 10 лет заключения или смертная казнь, а также по политическим и религиозным преступлениям. В начале 20 века возникли сомнения относительно целесообразности суда присяжных, в результате чего сложилась тенденция ограничивать их компетенции. В частности, были попытки вывести из компетенции суда присяжных политические преступления. Одним из самых ярых защитников института суда присяжных был украинский юрист Александр Кистяковский.

### Австро-Венгрия
Во времена австрийского владычества на территории нынешней Украины суды присяжных были введены в 1873 году. Они рассматривали преступления и проступки политические, совершённые печатным словом, и подсудимых, которым грозила смертная казнь, пожизненное или тюремное заключение на срок более 10 лет (в исключительных случаях также дела подсудимых, которым грозило лишение свободы на срок менее 10 лет).
На украинских землях, управлявшихся Польшей действовали сначала суды присяжных, предусмотренные конституцией 1921 года и австрийским уголовно-процессуальным правом, которое продолжало действовать в Галиции. Польский уголовно-процессуальный кодекс 1928 года также предусматривал суд присяжных, но этот институт несколькими годами ранее был отменён, а новая конституции его не предусматривала. На украинских землях под управлением Румынии, суды присяжных, которые сначала действовали ещё с австрийских времён, были отменены в 1936 году. Также в Чехословакии суд присяжных потерял значение в 1930-х годах. Эта тенденция была следствием постепенного ограничения прав граждан на участие в непосредственном осуществлении государственной власти и введение фактической подконтрольности присяжных государству путём объединения их в единую судебную коллегию с профессиональными судьями, введение новой формы участия граждан в отправлении правосудия в качестве заседателей (своеобразных понятых в судебном заседании). Главное теоретическое обоснование заключалось в отсутствии у присяжных профессиональной юридической подготовки, низкой правовой культуры граждан.

### СССР
Считая суд присяжных «буржуазным судом», СССР не включил их в судебную систему, ограничив участие общественных кругов в судопроизводстве заседателями, которые участвовали вместе с профессиональными судьями во всех судах, гражданских и уголовных, первой инстанции, их избирали на публичных собраниях на 2½ г. среди граждан в возрасте от 25 лет. Они выполняли судебные действия не дольше 2 недель в год. Заседателей объявляли одной из форм непосредственного участия трудящихся в осуществлении социалистического правосудия".

### Суд присяжных в независимой Украине
При принятии Конституции Украины в статье 127 и ряде других был закреплён суд присяжных и участие граждан в осуществлении правосудия в качестве заседателей, однако чётких механизмов привлечения граждан Украины к непосредственной реализации судебной власти не существовало. Закон Украины «О судоустройстве и статусе судей» от 7 июля 2010 года также содержал лишь общие положения (за исключением удостоверения присяжного). Действующий на то время Уголовно-процессуальный кодекс Украины также не предусматривал суд присяжных или народных заседателей. Важным поворотом в деятельности суда присяжных на Украине стало принятие Уголовного процессуального кодекса Украины, в котором были установлены основы этого института народовластия. Также во исполнение условий нового Кодекса стало принятие обновлённой редакции Закона Украины «О судоустройстве и статусе судей», который прописал механизмы утверждении списков присяжных.